# En Gud med faders hjärtelag
En Gud med faders hjärtelag är en psalm skriven av Johan Olof Wallin.
|  |
|  |

## Publicerad i
- 1819 års psalmbok som nr 390 under rubriken "Kristligt sinne och förhållande".[1]